# جغد خندان
جغد خندان (نام علمی: Ninox albifacies)، که همچنین به عنوان whēkau یا جغد رخ‌سفید شناخته می‌شود، جغدی بومی نیوزلند بود. هنگامی که مهاجران اروپایی به نیوزیلند وارد شدند، توضیحات علمی آن در سال ۱۸۴۵ منتشر شد، اما تا سال ۱۹۱۴ تقریباً به‌طور کامل منقرض شد. این گونه به‌طور سنتی متعلق به سردهٔ تک‌نماد Sceloglaux Kaup، 1848 ("جغد شرور"، احتمالاً به دلیل صداهای شیطنت‌آمیز در نظر گرفته می‌شد)، اگرچه مطالعات ژنتیکی اخیر نشان می‌دهد که متعلق به جغدبازها در سردهٔ Ninox است.

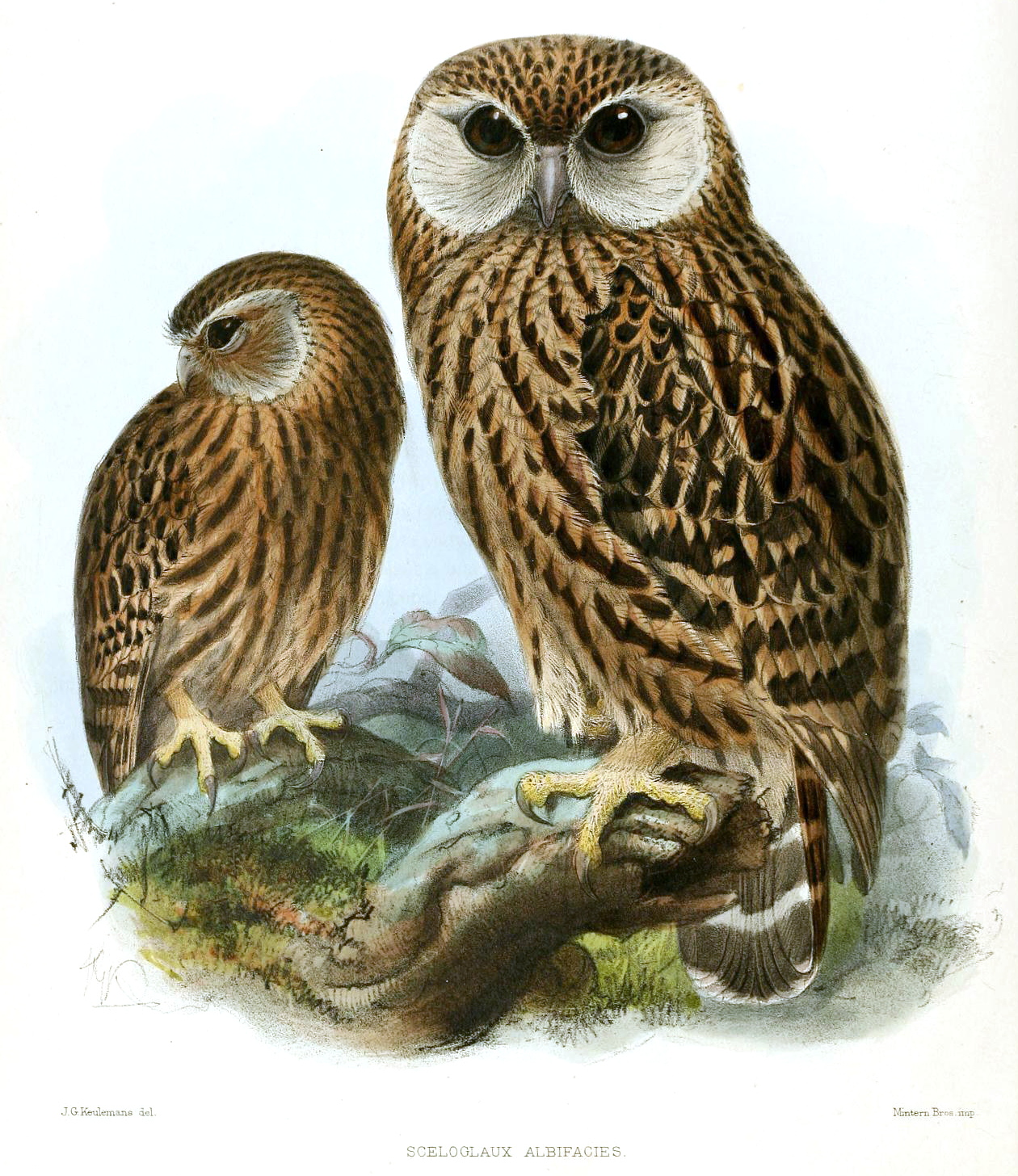
زیرگونهٔ N. a. albifacies توسط جان جرارد کولمانس که از روی نمونه‌های زنده متعلق به والتر روچیلد کشیده شده‌است.